# Maria Grazia Tarallo
Maria Grazia Tarallo (ur. 23 września 1866 w Barra we Włoszech, zm. 27 lipca 1912) – włoska zakonnica, mistyczka, stygmatyczka, błogosławiona Kościoła katolickiego.

## Życiorys
Urodziła się 23 września 1866 roku w wielodzietnej rodzinie w miejscowości Barra niedaleko Neapolu. Jej rodzicami byli Leopoldo Tarallo i Concetta Borriello. Została ochrzczona następnego dnia w kościele Avio Gratia Plena.
Mając 22 lata poczuła powołanie do życia zakonnego, jednak jej ojciec był temu przeciwny. Zamierzał wydać ją za mąż za Raffaele Aruta, jednak ten zmarł, zanim skonsumowali swoje małżeństwo.
1 czerwca 1891 roku wstąpiła do zgromadzenia Sióstr od Ukrzyżowania Adoratorek Eucharystii w Barrze, gdzie przyjęła imię Maria od Męki. Była mistyczką, miała dar ekstazy, jasnowidzenia, otrzymała również stygmaty, a także była dręczona fizycznie przez szatana. Sama określała siebie tymi słowami:

Mam na imię Maria od Męki Pańskiej i muszę się upodobnić do mojego Mistrza

Twierdziła, że dzięki ofiarowaniu siebie będzie mogła przyczynić się do nawrócenia grzeszników:

Chcę być święta — mówiła — i kochać Jezusa w Eucharystii, współcierpieć z Chrystusem ukrzyżowanym i dostrzegać Go w moich braciach i siostrach

Zmarła, 27 lipca 1912 roku mając zaledwie 45 lat, w opinii świętości. W swoim duchowym testamencie pozostawiła współsiostrom zachętę:

Zachęcam was do wytrwania w wierności regule, w ochoczym posłuszeństwie, a szczególnie do codziennej adoracji Jezusa obecnego w Najświętszym Sakramencie. Kochajcie Jezusa w Eucharystii, nigdy nie zostawiajcie Go samego, nie zasmucajcie Go i nie sprawiajcie Mu zawodu!

Dekret Kongregacji Spraw Kanonizacyjnych o heroiczności cnót służebnicy Bożej został podpisany przez Jana Pawła II 19 kwietnia 2004 r. Została beatyfikowana przez papieża Benedykta XVI 14 maja 2006 roku.